# قرار مجلس الأمن التابع للأمم المتحدة رقم 1250
قرار مجلس الأمن التابع للأمم المتحدة رقم 1250، الذي تم تبنيه بالإجماع في 29 يونيو 1999، بعد إعادة التأكيد على جميع القرارات المتعلقة بالوضع في قبرص، وخاصة القرار 1218 (1998)، خاطب المجلس مهمة المساعي الحميدة للأمين العام كوفي عنان في قبرص.
وكرر مجلس الأمن الإعراب عن قلقه إزاء عدم إحراز تقدم نحو تسوية سياسية للنزاع القبرصي. وشدد على دعمه الكامل لمهمة المساعي الحميدة للأمين العام بهدف الحد من التوتر وتعزيز التقدم نحو حل في قبرص. كان لدى كل من جمهورية قبرص وشمال قبرص مخاوف سيتم تناولها في المفاوضات.
وطلب القرار من الأمين العام دعوة زعيمي الطائفتين في قبرص إلى المفاوضات في خريف عام 1999. وحث الزعيمان على الالتزام بالمبادئ التالية:
(أ) لا شروط مسبقة؛
(ب) جميع القضايا المطروحة على الطاولة؛
(ج) مواصلة التفاوض حتى الوصول إلى تسوية؛
(د) النظر في قرارات الأمم المتحدة ومعاهداتها.
كما طُلب منهم خلق مناخ إيجابي في الجزيرة في الفترة التي سبقت المفاوضات في خريف 1999. وأخيرا، طُلب من الأمين العام أن يقدم تقريرا إلى المجلس بحلول 1 كانون الأول / ديسمبر 1999 بشأن التطورات في قبرص. القرار 1251 الذي تم تبنيه في نفس اليوم مدد ولاية قوة الأمم المتحدة لحفظ السلام في قبرص .

## روابط خارجية
- نص القرار في undocs.org